# Mekong River Commission
La Mekong River Commission (MRC) est une commission internationale chargée de promouvoir et de coordonner une aide à la gestion et à l'exploitation des eaux (du bassin du Mékong) et des ressources associées pour un bénéfice mutuel et un bien-être des populations concernées, par le développement de programmes et d'actions planifiées, et par l'apport de données scientifiques et de règles de conduites environnementales.
Elle comprend quatre pays : le Cambodge, le Laos, la Thaïlande et le Vietnam.

## Histoire

### Le Comité pour la coordination des études sur le bassin inférieur du Mékong (1957-1978)
Les eaux du Mékong sont depuis longtemps au cœur des problématiques de la région. Le 15 aout 1856, un premier traité concernant le fleuve est signé entre la France et le Siam, suivi soixante-dix ans plus tard de la convention internationale sur la navigation du Mékong. L’eau est d’une importance capitale dans la région, principalement pour la culture du riz et les transports fluviaux. En 1957, la Commission économique des Nations Unies pour l'Asie et l'Extrême-Orient lance une étude en bureau sur le développement des ressources hydrauliques dans le bassin inférieur du Mékong. L’eau représente alors un élément crucial à la fois pour le développement agricole, grâce à l’irrigation, et pour le développement industriel, grâce à l’hydroélectricité. Il semble également nécessaire de favoriser la coopération entre les principaux pays de la région. Ainsi le Cambodge, le Laos, le Vietnam (indépendant depuis 1954) ainsi que la Thaïlande sont réunis par la mise en place en 1958 du Comité pour la coordination des études sur le bassin inférieur du Mékong. Les États-Unis ayant une position dominante à l’ONU et luttant alors contre la montée du communisme en Asie, la Chine se voit exclue du Comité.
Le Comité du Mékong tient alors un rôle plus technique que politique. Il a pour objectif d’ « encourager, coordonner, diriger et surveiller la planification et les études relatives à des travaux de mise en valeur des ressources hydrauliques dans le Bassin inférieur du Mékong ». A cette fin, il travaille à la réalisation de barrages réservoirs, de digue et de réseaux de drainage, pour aider la production d’électricité, l’irrigation, la production de poisson, et diminuer les inondations en aval en régulant le débit du fleuve. Il prévoit également de développer le transport fluvial. En outre, le Comité favorise les recherches en agronomie, le développement des marchés agricoles et industriels et l’éducation des populations sur les problématiques liées au fleuve.
Le Comité est autonome et indépendant. Son fonctionnement est proche de celui d’un conseil d'administration où les décisions sont votées à l’unanimité. Un nouveau Président est désigné chaque année. La Présidence alterne entre les quatre pays membres de manière régulière, c’est-à-dire qu’un même pays se voit attribuer la présidence selon un cycle de quatre ans. Les réunions du Comité vont de capitale en capitale en fonction du pays de la présidence. Il est accompagné par un secrétariat exécutif permanent localisé à Bangkok. Celui-ci se compose de gestionnaires et de spécialistes provenant ou non des pays membres du Comité. Ces deux instances sont complétées par une troisième, le Conseil consultatif, regroupant des spécialistes aux compétences diverses originaires du monde entier.

### Le Comité intérim du Mékong (1978-1995)
Entre 1975 et 1976, trois événements marquent un tournant dans les politiques d’aménagement régionales. En effet, le Laos devient la République populaire démocratique lao, le Vietnam est réunifié et les Khmers rouges réussissent à prendre le pouvoir au Cambodge. Ce dernier événement entraîne le départ du Cambodge du Comité en 1977. Toute la région entre alors dans une période de conflit et de problèmes financiers. Le Comité, renommé Comité intérim du Mékong, est beaucoup moins actif et souffre de difficultés de financement, accentuées par le retrait du Programme des Nations unies pour le développement (le PNUD) à partir de 1978 et ce jusqu’à 1987.
À partir de 1988, le Comité évolue et regagne en importance, notamment par la prise en considération des problématiques environnementales. Le Cambodge est progressivement réintégré. De nouveaux acteurs font également leur apparition. En effet, la province du Yunnan en Chine joue un rôle clef de frontière avec les pays du bassin du Mékong. De plus, à partir de 1992, le projet de la Greater Mekong Subregion développé par la Banque Asiatique de Développement entraîne l’implication de banques privées et d’institutions financières internationales dans la région.

### LaMekong River Commission(1995 à nos jours)
Le 5 avril 1995, la convention visant à créer la Mekong River Commission (MRC) est signée par le Cambodge, le Laos, la Thaïlande et le Vietnam,. Cette convention réaffirme le désir de coopération de ces pays autour des enjeux de la région, mais aussi l'importance d'une commission indépendante vis-à-vis d'autres instances internationales. Les membres de la MRC souhaitent devenir totalement maître des décisions concernant les aménagements du fleuve.
Ce désir d'indépendance se fait encore sentir aujourd'hui. Les instances évoluent en effet vers une plus grande autonomie de financement de la part des membres, notamment en ce qui concerne le secrétariat. Cependant, les projets sont souvent l'objet de partenariats avec des pays extérieurs et des institutions internationales, notamment la Banque Asiatique de Développement. Le poids de la Chine est également d'une influence majeure dans les décisions.

## Instances directoriales
Les trois organes principaux sont : le Conseil,rassemblant les ministres de l’eau et de l’environnement du Cambodge, de la Thaïlande, du Laos et du Vietnam ; le Comité de participation, où les chefs de département se réunissent en Conseil d’Administration deux fois par an ; et le Secrétariat, sous l’égide du Directeur Général, chargé des fonctions techniques et administratives ainsi que des relations avec les agences des États membres.
Les tâches administratives et techniques sont prises en charge par le Secrétariat du MRC, basé à Vientiane, au Laos, dans un siège ouvert en 2005 sur les bords du Mékong. Environ 120 personnes, scientifiques, techniciens ou administrateurs y travaillent sous la direction d'un secrétaire général.

## Relations avec laRépublique populaire de Chineet laBirmanie
La Chine et la Birmanie ne font pas partie de la Commission. Cependant ces deux pays disposent d'un statut d'observateurs. La position de retrait de la Chine est un choix stratégique. En effet, celle-ci contrôle actuellement les eaux du fleuve en amont du bassin du Mékong et ainsi détient un pouvoir économique et politique fort. La construction de onze barrages sur le cours supérieur du Mékong se fait au détriment des pays en aval. La Chine contrôle 70 % de l'eau en aval pendant la saison sèche.
La Birmanie quant à elle n'a pas une implication majeure dans la gestion du bassin du Mékong, en raison d'une part d'un contexte politique interne non propice à la coopération et d'autre part du faible espace territorial concerné par les enjeux du Mékong.

## Enjeux liés au fleuve
Le développement durable et la gestion responsable des eaux du fleuve, ainsi que la prise en compte des populations, sont au cœur des missions de la MRC. Pourtant ces mêmes problématiques représentent les points défaillants des politiques régionales.
En effet, la construction de barrages hydro-électriques au Yunnan, mais également aujourd'hui au Laos menace l'avenir du fleuve et des populations en aval. Le Vietnam en est la principale victime en raison de la modification des crues et étiages entraînant un appauvrissement des espaces dédiés à la riziculture. La biodiversité est également menacée, notamment la grande variété de poissons migrateurs, bloqués par les barrages.